# 郑牧民
郑牧民（1951年5月—）是一位中国政治人物。

## 生平
安徽凤阳人。1973年12月加入中国共产党。合肥工业大学地质系矿产地质专业毕业，中共中央党校法学专业在职研究生学历。历任共青团安徽省委副书记、书记，安徽省体委主任，中共六安地委副书记、行署专员，马鞍山市委书记等职。2003年1月任中共安徽省委统战部部长，并当选安徽省政协副主席。